# Бельо (Антьокия)
Бельо (исп. Bello) — город и муниципалитет в Колумбии в составе департамента Антьокия. Он является пригородом Медельина, столицы департамента и входит в его городскую агломерацию.

## Географическое положение

Муниципалитет Бельо

Город расположен в департаменте Антьокия, в 18 км от его столицы Медельина. Абсолютная высота — 1 310 метров над уровнем моря.

Площадь муниципалитета составляет 142,36 км².

## Население
По данным Национального административного департамента статистики Колумбии, совокупная численность населения города и муниципалитета в 2012 году составляла 429 984 человека.
Динамика численности населения города по годам:
| 2005    | 2006    | 2007    | 2008    | 2009    | 2010    | 2011    | 2012    |
| ------- | ------- | ------- | ------- | ------- | ------- | ------- | ------- |
| 371 591 | 380 324 | 388 460 | 396 627 | 404 844 | 413 107 | 421 522 | 429 984 |

Согласно данным переписи 2005 года мужчины составляли 47,1 % от населения города, женщины — соответственно 52,9 %. В расовом отношении белые и метисы составляли 92,2 % от населения города; негры — 7,7 %, индейцы — 0,1 %..
Уровень грамотности среди населения старше 5 лет составлял 92,9 %.